# Línea 561A (Interurbanos Madrid)
La línea 561A de la red de autobuses interurbanos de Madrid une el intercambiador de Aluche (Madrid) con Pozuelo de Alarcón, Majadahonda y Las Rozas pasando por el Campus de Somosaguas.

## Características
Esta línea une el intercambiador de Aluche y el Campus de Somosaguas de la Universidad Complutense de Madrid con Pozuelo de Alarcón, Majadahonda y Las Rozas.
Tan sólo circula de lunes a viernes laborables entre el 1 de septiembre y el 31 de julio. Entre el 1 y el 31 de agosto no presta servicio de lunes a viernes laborables, además de los sábados laborables, domingos y festivos que durante todo el año tampoco circula.
Sus salidas se encuentran coordinadas con las de las líneas 561 y 561B.
Está operada por Avanza Movilidad Integral mediante concesión administrativa del Consorcio Regional de Transportes de Madrid.

## Horarios
| Lunes a viernes laborables |                    |
| Madrid > Las Rozas         | Las Rozas > Madrid |
| 07:14                      | 06:45              |
| 07:38                      | 07:00              |
| 09:38                      | 07:35              |
| 12:20                      | 08:05              |
| 13:10                      | 08:41              |
| 14:30                      | 09:11              |
| 15:20                      | 10:05              |
|                            | 15:25              |
| 18:28                      |                    |

## Recorrido y paradas

### Sentido Las Rozas
| Código | Parada                                       | Común con                                             | Conexiones con Metro y Cercanías | Municipio          | Zona |
| ------ | -------------------------------------------- | ----------------------------------------------------- | -------------------------------- | ------------------ | ---- |
| 08380  | Intercambiador de Aluche                     | 482 483 485 487 491 492 493 561 561B 563 591          | Aluche                           | Madrid             |      |
| 08458  | Av. Poblados - Empalme                       | 560 561 561B 562 563 564 571 572 574 591              | Empalme                          | Madrid             |      |
| 08409  | Ctra. Cchel. a Aravaca - Colonia Jardín      | 510A 532 560 561 561B 562 563 564 571 572 573 574 591 | Colonia Jardín                   | Madrid             |      |
| 08654  | Ctra. M502 - Urb. Los Ángeles                | 560 561 561B 562 563 564 571 572 573 574              |                                  | Pozuelo de Alarcón |      |
| 08658  | Ctra. M502 - Est. Prado De La Vega           | 560 561 561B 562 563 564                              | Prado de la Vega                 | Pozuelo de Alarcón |      |
| 08662  | Ctra. M502 - Colonia Los Ángeles             | 560 561 561B 563                                      | Colonia de los Ángeles           | Pozuelo de Alarcón |      |
| 08660  | Ctra. M502 - Prado Del Rey                   | 560 561 561B 563                                      | Prado del Rey                    | Pozuelo de Alarcón |      |
| 08664  | Ctra. M502 - Vista Alegre                    | 563                                                   |                                  | Pozuelo de Alarcón |      |
| 08697  | Ctra. M508 - Caballo                         | 563 658A                                              |                                  | Pozuelo de Alarcón |      |
| 09498  | Doctor Raso - Residencia De Ancianos         | 563 658A                                              |                                  | Pozuelo de Alarcón |      |
| 17964  | Doctor Raso - Cerezo De Húmera               | 563 658A                                              |                                  | Pozuelo de Alarcón |      |
| 6446   | Húmera - Pueblo                              | A H 563 658A                                          |                                  | Pozuelo de Alarcón |      |
| 08682  | Av. Húmera - Est. Campus De Somosaguas       | 563 658A                                              | Campus de Somosaguas             | Pozuelo de Alarcón |      |
| 06884  | Av. Pablo VI - Rumanía                       | 560 561 561B 562 650B 657 658 815 1 3                 |                                  | Pozuelo de Alarcón |      |
| 09047  | Av. Pablo VI - París                         | 560 561 561B 562 566 650B 657 657A 658 815 1 2 3      |                                  | Pozuelo de Alarcón |      |
| 08679  | Chinchón - Cirilo Palomo                     | 561 561B 566 650A 657A 658 1                          |                                  | Pozuelo de Alarcón |      |
| 06444  | Antonio Becerril - Ayuntamiento              | 561 561B 566 650A 657A 1                              |                                  | Pozuelo de Alarcón |      |
| 08701  | Javier Fdez. Golfín - Parque Don Juan Borbón | 561 561B 566 650A 657                                 |                                  | Pozuelo de Alarcón |      |
| 10008  | Ctra. Majadahonda - Universidad              | 561 561B 565 650A 657 659                             |                                  | Pozuelo de Alarcón |      |
| 08781  | Ctra. Majadahonda - Av. Monteclaro           | 561 561B 565 650A 659                                 |                                  | Pozuelo de Alarcón |      |
| 08783  | Ctra. Pozuelo - Urb. Monteclaro              | 561 561B 565 650A 659                                 |                                  | Majadahonda        |      |
| 08785  | Ctra. Pozuelo - Centro de Prevención         | 561 561B 565 650A 659                                 |                                  | Majadahonda        |      |
| 08787  | Ctra. Pozuelo - Residencia                   | 561 561B 565 653 654 659 2                            |                                  | Majadahonda        |      |
| 08789  | Ctra. Pozuelo - Urb. Pinar Plantío           | 561 561B 565 653 654 659 2                            |                                  | Majadahonda        |      |
| 12067  | Ctra. Pozuelo - Ciudad Deportiva             | 561 561B 565 653 654 2                                |                                  | Majadahonda        |      |
| 08791  | Ctra. Pozuelo - Ins. Nacional de Salud       | 561 561B 567 626 633 650A 653 654 655 2               |                                  | Majadahonda        |      |
| 08793  | Ctra. Pozuelo - Urb. El Paular               | 561 561B 567                                          |                                  | Majadahonda        |      |
| 18073  | Ctra. Pozuelo - Francisco Umbral             | 561 561B 567 650A 1                                   |                                  | Majadahonda        |      |
| 12271  | Av. España - Los Olmos                       | 561 567 626 654 655 685 2                             |                                  | Majadahonda        |      |
| 09410  | Av. España - Cervantes                       | 561 567 626 655                                       |                                  | Majadahonda        |      |
| 06236  | Doctor Calero - Jardinillos                  | 561 626 626A 650B 651 652                             |                                  | Majadahonda        |      |
| 06215  | Av. Reyes Católicos - Colombia               | 561 626 651                                           |                                  | Majadahonda        |      |
| 06237  | Av. Reyes Católicos - Panamá                 | 561 626 651                                           |                                  | Majadahonda        |      |
| 06216  | Av. Reyes Católicos - Av. España             | 561 626 651                                           |                                  | Majadahonda        |      |
| 11019  | Av. Reyes Católicos - Sta. Beatriz de Silva  | 561 561B 626 655                                      |                                  | Majadahonda        |      |
| 12954  | Yucatán - Canencia                           | 561 561B 626                                          |                                  | Majadahonda        |      |
| 06136  | Av. España - Urb. Las Cabañas II             | 561 561B 621 622 624 626 629                          |                                  | Las Rozas          |      |
| 06137  | Av. España - Comunidad de Baleares           | 561 561B 621 622 624 626 629                          |                                  | Las Rozas          |      |
| 09334  | Av. España - Principado de Asturias          | 561 561B 621 622 624 626 629                          |                                  | Las Rozas          |      |
| 06208  | Av. España - Comunidad Castilla-La Mancha    | 561 561B 621 622 624 626 629                          |                                  | Las Rozas          |      |
| 06238  | Comunidad Castilla-La Mancha - Burgocentro   | 561 561B 622 626                                      |                                  | Las Rozas          |      |
| 06145  | Av. Iglesia - Real                           | 561 561B 620 621 622 623 624 626 1 2                  |                                  | Las Rozas          |      |
| 13035  | Cta. San Francisco - Pza. Madrid             | 561 561B 620 622                                      |                                  | Las Rozas          |      |
| 20353  | Av. Noroeste - Av. Doctor Toledo             | 561 561B 620 622                                      |                                  | Las Rozas          |      |
| 06103  | Av. Noroeste - Siete Picos                   | 561 561B 620 622                                      |                                  | Las Rozas          |      |

### Sentido Madrid (Aluche)
| Código | Parada                                      | Común con                                             | Conexiones con Metro y Cercanías | Municipio          | Zona |
| ------ | ------------------------------------------- | ----------------------------------------------------- | -------------------------------- | ------------------ | ---- |
| 06132  | Av. Noroeste - Pº Pinar                     | 561 561B 620 622                                      |                                  | Las Rozas          |      |
| 06133  | Av. Doctor Toledo - Colegio                 | 561 561B 620 621 622 623 624 626 1 2                  |                                  | Las Rozas          |      |
| 11088  | Av. Constitución - Ayuntamiento             | 561 561B 620 621 622 623 624 626 1 2                  |                                  | Las Rozas          |      |
| 09333  | Comunidad Castilla-La Mancha - Burgocentro  | 561 561B 621 622 624 626 633 1 2                      |                                  | Las Rozas          |      |
| 06173  | Comunidad Castilla-La Mancha - Av. España   | 561 561B 622 626 1 2                                  |                                  | Las Rozas          |      |
| 09335  | Av. España - Principado de Asturias         | 561 561B 621 622 624 626 629                          |                                  | Las Rozas          |      |
| 06174  | Av. España - Comunidad de Canarias          | 561 561B 621 622 624 626 629                          |                                  | Las Rozas          |      |
| 06136  | Av. España - Urb. Las Cabañas II            | 561 561B 621 622 624 626 629                          |                                  | Las Rozas          |      |
| 06248  | Av. Reyes Católicos - Sta. Beatriz de Silva | 561 561B 626 655                                      |                                  | Majadahonda        |      |
| 06216  | Av. Reyes Católicos - Av. Guadarrama        | 561 626                                               |                                  | Majadahonda        |      |
| 06249  | Av. Reyes Católicos - Ramón y Cajal         | 561 626 651                                           |                                  | Majadahonda        |      |
| 06212  | Av. Reyes Católicos - Pza. Cruz             | 561 626 651                                           |                                  | Majadahonda        |      |
| 06250  | Doctor Calero - Jardinillos                 | 561 626 626A 650A 651 652 654                         |                                  | Majadahonda        |      |
| 09408  | Av. España - Cervantes                      | 561 567 626 655                                       |                                  | Majadahonda        |      |
| 12987  | Av. España - Parque Colón                   | 561 567 626 655 685                                   |                                  | Majadahonda        |      |
| 18072  | Francisco Umbral - Ctra. Boadilla           | 561 567 651 654 655                                   |                                  | Majadahonda        |      |
| 09406  | Ctra. Pozuelo - Instituto                   | 561 561B                                              |                                  | Majadahonda        |      |
| 08794  | Ctra. Pozuelo - Urb. El Paular              | 561 561B                                              |                                  | Majadahonda        |      |
| 08792  | Ctra. Pozuelo - Ins. Nacional de Sanidad    | 561 561B 567 626 633 650B 653 654 655 1               |                                  | Majadahonda        |      |
| 12066  | Ctra. Pozuelo - Ciudad Deportiva            | 561 561B 565 653 654 1                                |                                  | Majadahonda        |      |
| 08790  | Ctra. Pozuelo - Urb. Pinar Plantío          | 561 561B 565 653 654 659 1                            |                                  | Majadahonda        |      |
| 08788  | Ctra. Pozuelo - Residencia                  | 561 561B 565 653 654 659 1                            |                                  | Majadahonda        |      |
| 08786  | Ctra. Pozuelo - Centro de Prevención        | 561 561B 565 650B 659                                 |                                  | Majadahonda        |      |
| 08784  | Ctra. Pozuelo - Urb. Monteclaro             | 561 561B 565 650B 659                                 |                                  | Majadahonda        |      |
| 08782  | Ctra. Majadahonda - Av. Monteclaro          | 561 561B 565 650B 659                                 |                                  | Pozuelo de Alarcón |      |
| 08721  | Ctra. Majadahonda - Universidad             | 561 561B 565 650B 657 659                             |                                  | Pozuelo de Alarcón |      |
| 08703  | José Navarro Reverter - Felipe Alfaro       | 561 561B 566 650B 656A 657                            |                                  | Pozuelo de Alarcón |      |
| 18368  | Ctra. M515 - Javier Fdez. Golfín            | 561 561B 566 650B 656A 657                            |                                  | Pozuelo de Alarcón |      |
| 06478  | Antonio Becerril - Javier Fdez. Golfín      | 561 561B 562 564 566 650B 656 656A 657 3              |                                  | Pozuelo de Alarcón |      |
| 06445  | Antonio Becerril - Ayuntamiento             | 561 561B 562 564 566 650B 656 656A 657 657A 815 1 2 3 |                                  | Pozuelo de Alarcón |      |
| 08700  | Ctra. Carabanchel - Cirilo Palomo           | 561 561B 562 564 566 650B 657 657A 658 815 1 3        |                                  | Pozuelo de Alarcón |      |
| 08683  | Av. Húmera - Est. Campus De Somosaguas      | 563 658A                                              | Campus de Somosaguas             | Pozuelo de Alarcón |      |
| 6447   | Húmera - Pueblo                             | A H 563 658A                                          |                                  | Pozuelo de Alarcón |      |
| 08696  | Ctra. M508 - Av. Roque Nublo                | 563                                                   |                                  | Pozuelo de Alarcón |      |
| 08665  | Av. Radio Y Televisión - Ctra. M502         | 560 561 561B 563                                      |                                  | Pozuelo de Alarcón |      |
| 08661  | Av. Radio Y Televisión - Prado Del Rey      | 560 561 561B 563                                      | Prado del Rey                    | Pozuelo de Alarcón |      |
| 08663  | Ctra. M502 - Colonia Los Ángeles            | 560 561 561B 563                                      | Colonia de los Ángeles           | Pozuelo de Alarcón |      |
| 08659  | Ctra. M502 - Est. Prado De La Vega          | 560 561 561B 562 563 564                              | Prado de la Vega                 | Pozuelo de Alarcón |      |
| 08708  | Ctra. M502 - Urb. Los Ángeles               | 560 561 561B 562 563 564                              |                                  | Pozuelo de Alarcón |      |
| 08653  | Ctra. M502 - Gta. Arroyo Meaques            | 560 561 561B 562 563 564 571 572 573 574              |                                  | Pozuelo de Alarcón |      |
| 08410  | Ctra. Cchel. A Aravaca - Colonia Jardín     | 560 561 561B 562 563 564 571 572 573 574 591          | Colonia Jardín                   | Madrid             |      |
| 3592   | Avenida de los Poblados-Empalme             | 36 H 561 561B 562 563 564 571 572 574 591             | Empalme                          | Madrid             |      |
| 3209   | Avenida de los Poblados-Aluche              | 131 H 561 561B 562 563 564                            | Aluche                           | Madrid             |      |
| 08380  | Intercambiador de Aluche                    | 482 483 485 487 491 492 493 561 561B 563 591          | Aluche                           | Madrid             |      |